# Прокопије Чокорило
Прокопије Чокорило (Плана код Билеће, 1802 – Мостар, 1866) био је српски православни свештеник из Републике Српске, БиХ. Написао је неколико радова на српском, руском и грчком језику. Најпознатији његов рад био је Херцеговачке хронике.

## Младост
Петар Чокорило је рођен 1802. године у Плани код Билеће, у тадашњем Херцеговачком пашалуку у Османском царству (данас Република Српска, БиХ). Након завршетка богословије одлучио је да постане монах, мењајући своје име у Прокопије. Његово првобитно изворно име је било Милићевић јер је у 18. веку било модерно да се људи зову по презимену из области одакле су дошли. Сходно томе, Милићевић мења име у Чокорило по Чокориловом Долу у Продолима, Херцеговина, где је његова породица некада живела и радила.
Добро се образовао у Сарајеву и Мостару, потврдивши у прилог томе свој интелектуални и несебични интерес свог каснијег живота, класичним студијама, и свом чланству у Руском краљевском друштву. Важни догађаји у његовом животу огледали су се у његовим делима који истичу промене у религији и политици тога времена. Као монах, стекао је велику репутацију као путник залагавши се за већа средства за цркве и школе у Босни. Након своје путничке репутације стиче и истинску славу као хроничар и историчар. Прокопије Чокорило, главни парох православног храма и богословије у Мостару, имао је личне и књижевне везе са Александром Гиљфердингом, првим руским конзулом у Сарајеву (1856–1859). Његови савременици били су Јоаникије Памучина (1810–1870), Нићифор Дучић, Васо Пелагић, Стака Скендерова, и многи други.
Преминуо је у својој 64-ој години, 1866. године, у тадашњем Босанском пашалуку, у Османском царству (данас Република Српска, БиХ).

## Рад
Отац Прокопије је оставио много књига иза себе, написаних на српском, руском и грчком језику. Најпознатији је по свом делу Херцеговачке хронике и речнику турских израза у српском језику. Он је такође писао и чланке за Српско-далматински магазин. У њему је писао како су Хришћани били приморани да плаћају несразмерно високе порезе у односу на Муслимане, укључујући и намерни и понижавајући порез за остале немуслимане. Прокопије Чокорило је у првој половини 19. века писао свом савременику, везиру и неограниченом владару Херцеговине Али-паши Ризванбеговићу, наводећи „да се опорезују погинули у року од шест година након њихове смрти“ и да ти порезници „још трудну жену виде као носитељку ратоборног дечака наметнувши јој порез који мора одмах платити на лицу места“. У босанском народу се дуго провлачила изрека која се односила на висину наметнутог пореза: „Дебео као порез у Босни“.